# Dariusz Kobylański (fotograf)
Dariusz Kobylański (ur. w 1971 w Tarnowie) – wydawca i fotograf, uhonorowany tytułem Artiste FIAP (AFIAP). Członek Tarnowskiego Towarzystwa Fotograficznego.

## Działalność
Dariusz Kobylański mieszka i pracuje w Tarnowie. Jest absolwentem Wyższej Szkoły Informatyki i Zarządzania w Rzeszowie. W 1986 roku został członkiem Tarnowskiego Towarzystwa Fotograficznego, w którym obecnie jest wiceprezesem ds. organizacyjnych. Od 1992 roku do 2002 był fotografem w Muzeum Okręgowym w Tarnowie. Współpracował jako fotoreporter z lokalnymi czasopismami. Obecnie pracuje we własnej firmie „S-CAN Wydawnictwo” i fotografuje dla celów poligraficznych. Szczególne miejsce w twórczości Dariusza Kobylańskiego zajmuje fotografia architektury oraz fotografia krajobrazowa.
Dariusz Kobylański jest uczestnikiem (prowadzącym) warsztatów, spotkań, sympozjów fotograficznych. Uczestniczy w posiedzeniach jury w konkursach fotograficznych (m.in. w Międzynarodowym Salonie Fotografii „Tylko Jedno Zdjęcie” (2017), organizowanym pod patronatem FIAP, przez Miejski Ośrodek Kultury w Jarosławiu oraz w „Wojnicz International Salon of Photography 2015”). W 2009 roku był współautorem projektu fotograficznego „Uśmiech Tarnowa”.
Jest autorem i współautorem wielu wystaw fotograficznych; indywidualnych, zbiorowych, poplenerowych, pokonkursowych. Brał aktywny udział w Międzynarodowych Salonach Fotograficznych, organizowanych pod patronatem FIAP. Jego fotografie były prezentowanie (m.in.) w Argentynie, Belgii, Chorwacji, Francji, Macedonii, Serbii, Słowacji, Stanach Zjednoczonych, Wielkiej Brytanii i Polsce.
Pokłosiem udziału w Międzynarodowych Salonach Fotograficznych (pod patronatem FIAP) było przyznanie mu (w 2013) tytułu honorowego Artiste FIAP (AFIAP) – nadanego przez Międzynarodową Federację Sztuki Fotograficznej FIAP, z siedzibą w Luksemburgu. W 2021 został zaproszony do prac w składzie jury – VI edycji Międzynarodowego Konkursu Fotograficznego „Kuferek”, organizowanego pod patronatem (m.in.) FIAP, przez Jarosławski Ośrodek Kultury i Sztuki.

## Wystawy
- „Jej portret” (1992)
- „Obrazy” (1995)
- „Chasydzi – powrót” (2010)
- „Szachrit” (2018)[22]

Źródło

## Odznaczenia
- Brązowa Odznaka Honorowa Federacji Amatorskich Stowarzyszeń Fotograficznych w Polsce[4]